# Macrodorcas recta yaeyamaensis
Macrodorcas recta yaeyamaensis es una subespecie de coleóptero de la familia Lucanidae.

## Distribución geográfica
Habita en Japón.